# Miss Santa Catarina 2018
Miss Santa Catarina 2018 foi a 61ª edição do tradicional concurso de beleza feminino de Miss Santa Catarina, que visava eleger a melhor catarinense em busca do título de Miss Brasil 2018. O evento comandado por Túlio Cordeiro, da Crazy Models, aconteceu este ano no auditório do Centro de Eventos Governador Luiz Henrique da Silveira, em Itajaí, com representantes de todas as regiões do Estado. Ao final do evento, a blumenauense Tamiris Gallois Ficht, detentora do título no ano anterior, passou a faixa e a coroa a grande vencedora.

## Resultados

### Colocações
| Posição    | Município & Candidata                                                                          |
| Vencedora  | - Rio Negrinho - Débora Silva                                                                  |
| 2º. Lugar  | - Brusque - Aline Hodecker                                                                     |
| 3º. Lugar  | - Florianópolis - Patrícia Marafon                                                             |
| Finalistas | - Jaraguá do Sul - Fernanda Guralecka - Joinville - Aeixa Pinheiro - Timbó - Jéssica Victorino |

### Prêmios especiais
Os prêmios distribuídos pelo concurso neste ano:
| Prêmio         | Município e Candidata                    |
| Miss Simpatia  | - São José do Cedro - Marina Dambros     |
| Miss Fotogenia | - Balneário Camboriú - Stephanie Schultz |
| Miss Elegância | - Balneário Camboriú - Daniella Mariga   |
| Melhor Corpo   | - Joinville - Manoela Simon Pio          |
| Melhor Torcida | - Brusque - Aline Hodecker               |

### Ordem dos Anúncios
| 1. Jaraguá do Sul 2. Timbó 3. Joinville 4. Rio Negrinho 5. Florianópolis 6. Brusque | 1. Brusque 2. Rio Negrinho 3. Florianópolis |  |  |

## Jurados
| Ajudaram a escolher a vencedora: 1. Lady Lubich, esteticista; 2. João Morais, hair stylist; 3. Mariana Guerra, Miss Santa Catarina 2016; 4. Francine Eickemberg, Miss Brasil Mundo 2000; 5. Drº João Francisco do Valle Pereira, cirurgião plástico; 6. Marcelo Sóes, diretor de licenças do Miss Brasil; 7. Patrícia Côco Gracher, empresária do ramo fitness; 8. Aline Wulf Mallon, design de moda e esteticista; 9. Pâmela Libânia de Souza, administradora; 10. Jaqueline Ferrari, empresária de moda; 11. Arthur Andrade, fotógrafo; 12. Elise Vieira, empresária; | Ajudaram a selecionar as semifinalistas: 1. Elise Vieira, empresária; 2. Aline Wulf Mallon, design de moda e esteticista; 3. Marcelo Sóes, diretor de licenças do Miss Brasil; 4. Francine Eickemberg, Miss Brasil Mundo 2000; 5. Tatiane Abreu, publicitária; |

## Candidatas
Disputaram o título este ano:
- Brusque - Aline Hodecker
- Balneário Camboriú - Daniella Mariga
- Balneário Camboriú - Stephanie Schultz
- Blumenau - Stephanie Padilha
- Florianópolis - Patrícia Marafon
- Jaraguá do Sul - Fernanda Guralecka [5][6]
- Joinville - Aeixa Pinheiro
- Joinville - Manoela Simon Pio
- Rio Negrinho - Débora Silva [7][8]
- São José - Marina Souza
- São José do Cedro - Marina Dambros [9][10]
- Timbó - Jéssica Victorino

## Histórico

### Estadual
Miss Santa Catarina
- 2015: Timbó - Jéssica Victorino (3º. Lugar) [11]
  - (Representando o município de Timbó)